# ブレンダ (モデル)
ブレンダ（1972年2月24日 - ）は、日本で活動する女性ファッションモデルである。ボン イマージュ所属。ハワイ出身の日系アメリカ人で、2児の母。

## 略歴
1989年、ハワイでスカウトされ17歳でモデルデビュー。1990年に来日。
1993年に『JJ』の表紙を飾り、ファッション雑誌のモデルとして活躍し注目を浴びる。以来『JJ』『CLASSY.』『MORE』『BAILA』『Marisol』と長年にわたりカバーガールを務めるという偉業をなす。2001年から日本メナード化粧品のテレビコマーシャルに出演。2006年春のキャンペーン「オリエンタル」編では、和服とコラボレートしたコスチュームを身にまとい出演した。企業のイメージCM「贅沢は素肌から」編ではモデルとは違う一人の女性としてのブレンダの魅力をテーマにした作品で出演している。また、2006年春の「キリンレモン」（キリンビバレッジ）のテレビコマーシャルでは、大胆かつセクシーなビキニ姿を披露した。2008年春、ABCマート「SPRING COLLECTION」のCMにモデルRINAと共演。
現在は「アラフォー」向けファッション雑誌を主な活躍の場としており、元JJ読者が多く集まる『VERY』初出演においては大反響。2012年現在は集英社より発売の『Marisol』で表紙を飾っている。
2023年8月、ボンイマージュに所属。

## 人物
2008年にアメリカ人男性と結婚。同年12月に故郷のハワイにて第1子男児を出産した。後に第2子男児を出産した。

## 出演

### 雑誌
- Marisol - カバーキャラクター。
- HERS
- eclat
- BAILA

### テレビ
- 朝だ!生です旅サラダ（ABCテレビ、2016年7月9日放送分「海外の旅」）- オアフ島にて、「旅サラダガールズ」の広瀬未花を案内。

### CM
- 花王 ビオレプライムボディ 2014-2016年
- DHC プロテインダイエット 2017年
- 軽井沢・プリンスショッピングプラザ - 2017年度イメージキャラクター

## 著書
- Aloha to Zen（主婦の友社、2005年6月10日発売）　ISBN 978-4072438206